# 3 novembre en sport
18 octobre 18 décembre
Chronologies thématiques
- Croisades
- Ferroviaires
- Disney

Le 3 novembre (307e jour de l'année ou 308e en cas d'année bissextile) en sport.

## Événements

### XIXesiècle
- 1887 :
  - (Football) : au Portugal, fondation du club de l'Académica de Coimbra.

### XXesièclede1951à2000
- 1963 :
  - (Formule 1) : Grand Prix automobile du Mexique.
- 1968 :
  - (Formule 1) : Grand Prix automobile du Mexique.
- 1974 :
  - (Rallye automobile) : arrivée du Rallye Press on Regardless.
- 1985 :
  - (Formule 1) : Grand Prix automobile d'Australie.
- 1991 :
  - (Formule 1) : Grand Prix automobile d'Australie.

### XXIesiècle
- 2006 :
  - (Patinage artistique) : aux Internationaux de Patinage artistique du Canada, Dan Zhang/Hao Zhang (CHN) remportent le Grand prix en couples devant Rena Inoue/John Baldwin (États-Unis) et Valérie Marcoux/Craig Buntin (CAN).
- 2019 :
  - (Compétition automobile /Formule 1) : sur le Grand Prix automobile des États-Unis qui se déroule sur le circuit des Amériques, le Britannique Lewis Hamilton est sacré Champion du monde de Formule 1 pour la 6e fois grâce à sa seconde place. C'est son coéquipier, le Finlandais Valtteri Bottas qui s'impose et le belgo-néerlandais Max Verstappen complète le podium[1].
  - (Tennis) :
    - (Masters 1000) : à Bercy, le Serbe Novak Djokovic remporte le Masters 1000 de Paris-Bercy, après une finale face au Canadien Denis Shapovalov (6-3, 6-4). C'est sa cinquième victoire à Paris, après 2009, 2013, 2014 et 2015[2]. En double c'est la paire française Pierre-Hugues Herbert et Nicolas Mahut qui remporte le titre face aux Russes Karen Khachanov et Andrey Rublev (6-4, 6-1)[3].
    - (Masters féminin) : l'Australienne Ashleigh Barty remporte son 1er Masters en battant la tenante du titre, l'Ukrainienne Elina Svitolina en deux sets 6-4, 6-3[4]. En double, la Hongroise Tímea Babos et la Française Kristina Mladenovic s'imposent face à la Taïwanaise Hsieh Su-wei et la Tchèque Barbora Strýcová (6-1, 6-3)[5].
- 2020 :
  - (Cyclisme sur route /Tour d'Espagne) : sur la 13e étape du Tour d'Espagne qui se déroule sous la forme d'un contre-la-montre, de Muros à Dumbría (au sommet du Mirador de Ézaro), sur une distance de 33,7 km, victoire du Slovène Primož Roglič qui reprend le maillot rouge.

## Naissances

### XIXesiècle
- 1863 : 
  - Blanche Bingley, joueuse de tennis britannique. Victorieuse des tournois de Wimbledon 1886, 1889, 1894, 1897, 1899 et 1900. († 6 août 1946).
  - Torpedo Billy Murphy, boxeur néo-zélandais. Champion du monde poids plumes de boxe du 13 janvier au 2 septembre 1890. († 26 juillet 1939).
- 1864 : 
  - Karl Neukirch, gymnaste allemand. Champion olympique des barres parallèles par équipes et de la barre fixe par équipes aux Jeux d'Athènes 1896. († 26 juin 1941).
- 1870 : 
  - Norman Biggs, joueur de rugby à XV gallois. (8 sélections en équipe nationale). († 27 février 1908).
- 1871 : 
  - Owen Badger, joueur de rugby à XV gallois. (4 sélections en équipe nationale). († 17 mars 1939).
- 1879 : 
  - Jean Porporato, pilote de courses automobile franco-italien. († ?).
- 1884 :
  - Calvin Bricker, athlète de sauts canadien. Médaillé de bronze de la longueur aux Jeux de Londres 1908 et médaillé d'argent de la longueur aux Jeux de Stockholm 1912. († 22 avril 1963).
- 1898 :
  - Marcel Vignoli, footballeur français. (2 sélections en équipe de France). († ?).

### XXesièclede1901à1950
- 1903 :
  - Emilio Recoba, footballeur uruguayen. Champion du monde de football 1930. Vainqueur de la Copa América 1926. (5 sélections en équipe nationale). († 12 septembre 1992).
  - Charles Rigoulot, haltérophile puis pilote de courses automobile français. Champion olympique des -82,5 kg aux Jeux de Paris 1924. († 22 août 1962).
- 1908 :
  - Bronko Nagurski joueur de foot U.S. canadien. († 7 janvier 1990).
- 1911 :
  - Kick Smit, footballeur néerlandais. (29 sélections en équipe nationale). († 1er juillet 1974).
- 1918 :
  - Bob Feller, joueur de baseball américain. († 15 décembre 2010).
- 1930 :
  - Brian Robinson, cycliste sur route britannique. († 26 octobre 2022).
- 1934 :
  - Bob Hopkins, basketteur américain. († 15 mai 2015).
- 1936 :
  - Roy Emerson, joueur de tennis australien. Vainqueur des Open d'Australie 1961, 1963, 1964, 1965, 1966 et 1967, des US Open 1961 et 1964, des tournois de Roland Garros 1963 et 1967, des tournois de Wimbledon 1964 et 1965 et des Coupes Davis 1959, 1960, 1961, 1962, 1964, 1965, 1966 et 1967.
- 1945 :
  - Ken Holtzman, joueur de baseball américain. († 14 avril 2024).
  - Gerd Müller, footballeur allemand. Champion du monde de football 1974. Champion d'Europe de football 1972. Vainqueur de la Coupe d'Europe des vainqueurs de coupe 1967 puis des Coupes des clubs champions 1974, 1975 et 1976. (62 sélections en équipe nationale). († 15 août 2021).
- 1948 :
  - Helmuth Koinigg, pilote de courses automobile autrichien. († 6 octobre 1974).
  - Rainer Zobel, footballeur puis entraîneur allemand. Vainqueur des Coupe des clubs champions européens 1974, 1975 et 1976.
- 1949 :
  - Larry Holmes, boxeur américain. Champion du monde poids lourds de boxe de 1978 à 1985.

### XXesièclede1951à2000
- 1951 :
  - André Wetzel, footballeur puis entraîneur néerlandais.
- 1953 :
  - Jürgen Straub, athlète de demi-fond est-allemand puis allemand. Médaillé d'argent du 1 500m aux Jeux de Moscou 1980.
- 1954 :
  - Phil Simms, joueur de foot U.S. américain.
- 1956 :
  - Bob Welch, joueur de baseball américain. († 9 juin 2014).
- 1957 :
  - Akihiko Nakaya, pilote de courses automobile japonais.
- 1960 :
  - Karch Kiraly, volleyeur et joueur de beach-volley américain. Champion olympique de volley aux Jeux de Los Angeles 1984 et aux Jeux de Séoul 1988 puis champion olympique de beach-volley aux Jeux d'Atlanta 1996. Champion du monde de volley-ball 1986. Vainqueur de la Coupe des champions de volley-ball 1992.
- 1963 :
  - Ian Wright, footballeur anglais. Vainqueur de la Coupe d'Europe des vainqueurs de coupe 1994. (33 sélections en équipe nationale).
- 1969 :
  - Fabio Babini, pilote de courses automobile italien.
  - Myron Brown, basketteur américain.
  - Armin Meier, cycliste sur route suisse.
  - Saud al-Otaibi, footballeur saoudien. (2 sélections en équipe nationale).
- 1970 :
  - Andrzej Juskowiak, footballeur polonais. Médaillé d'argent aux Jeux de Barcelone 1992. (39 sélections en équipe nationale).
- 1971 :
  - Unai Emery, footballeur puis entraîneur espagnol. Vainqueur des Ligue Europa 2014, 2015 et 2016.
- 1972 :
  - Marko Koers, athlète de demi-fond néerlandais.
  - Patrice Senmartin cycliste sur piste handisport français. Champion paralympique du kilomètre arrêté aux Jeux d'Atlanta 1996.
- 1974 :
  - Tariq Abdul-Wahad, basketteur français. (45 sélections en équipe de France).
  - Christopher Jenner, cycliste sur route néo-zélandais puis français.
- 1975 :
  - Darren Sharper, joueur de foot U.S. américain.
- 1978 :
  - Anthony Kumpen, pilote de courses automobile belge.
- 1979 :
  - Pablo Aimar, footballeur argentin. Vainqueur de la Copa Libertadores 1996 et de la Coupe UEFA 2004. (52 sélections en équipe nationale).
  - Alex Davison, pilote de courses automobile australien.
- 1980 :
  - Matthew Carkner, hockeyeur sur glace canadien.
  - René Kalmer, athlète de demi-fond et de fond sud-africaine.
- 1981 :
  - Jermaine Jones, footballeur germano-américain. (3 sélections avec l'équipe d'Allemagne et 58 avec l'équipe des États-Unis).
  - Navina Omilade, footballeuse allemande. Médaillée de bronze aux Jeux d'Athènes 2004. Championne d'Europe féminin de football 2001 et 2005. Victorieuse de la Ligue des champions 2013. (61 sélections en équipe nationale).
- 1982 :
  - Evgeni Plushenko, patineur artistique messieurs russe. Médaillé d'argent aux Jeux de Salt Lake City 2002, champion olympique aux Jeux de Turin 2006, médaillé d'argent aux Jeux de Vancouver 2010 puis Champion olympique par équipes aux Jeux de Sotchi 2014. Champion du monde de patinage artistique messieurs 2001, 2003 et 2004. Champion d'Europe de patinage artistique messieurs 2000, 2001, 2003, 2005, 2006, 2010 et 2012.
  - Pekka Rinne, hockeyeur sur glace finlandais.
  - John Shuster, curleur américain. Médaillé de bronze aux Jeux de Turin 2006.
- 1984 :
  - Christian Bakkerud, pilote de courses automobile danois. († 11 septembre 2011).
  - Damien Raux, hockeyeur sur glace français.
- 1985 :
  - Tyler Hansbrough, basketteur américain.
  - Guido Landert, sauteur à ski suisse.
- 1986 :
  - Maxime Bouet, cycliste sur route français.
  - Davon Jefferson, basketteur américain.
  - Mihăiță Lazăr, joueur de rugby roumain. (51 sélections en équipe nationale).
  - Tom Wood, joueur de rugby anglais. Vainqueur du Tournoi des Six Nations 2011. (42 sélections en équipe nationale).
- 1987 :
  - Christopher Hill, joueur de rugby à XIII anglais. (18 sélections en équipe nationale).
  - Lukáš Lacko, joueur de tennis slovaque.
  - Ty Lawson, basketteur américain.
  - Colin Kaepernick,joueur de Football Américain
- 1990 :
  - Sébastien Raibon, hockeyeur sur glace français.
- 1991 :
  - Alessia Gennari, volleyeuse italienne. Championne d'Europe féminine de volley-ball 2021. (23 sélections en équipe nationale).
- 1992 :
  - Akeem Haynes, athlète de sprint canadien. Médaillé de bronze du relais 4×100m aux Jeux de Rio 2016.
  - Donovan Léon, footballeur français.
  - Billy Vunipola, joueur de rugby anglais. (21 sélections en équipe nationale).
- 1993 :
  - Maxime Demontfaucon, rameur français. Champion du monde d'aviron du quatre de couple poids légers 2015.
  - Kaleena Mosqueda-Lewis, basketteuse américaine.
  - Martina Trevisan, joueuse de tennis italienne.
- 1995 :
  - Coline Mattel, sauteuse à ski française. Médaillée de bronze aux Jeux de Sotchi 2014.
  - Jean Quiquampoix, tireur français. Médaillé d'argent du pistolet à 25m tir rapide aux Jeux de Rio 2016.
- 1996 :
  - Matteo Ciampi, nageur italien.
- 1998 :
  - Mikkel Bjerg, cycliste sur route danois.
- 2000 :
  - Jonathan Learoyd, sauteur à ski français.
  - Jeremiah Robinson-Earl, basketteur américain.

### XXIesiècle
- 2002 : 
  - Wagner Pina, footballeur cap-verdien.

## Décès

### XXesièclede1951à2000
- 1976 : 
  - Giuseppe Cavanna, 70 ans, footballeur italien. Champion du monde de football 1934. (° 18 novembre 1905).
- 1981 : 
  - Eraldo Monzeglio, 75 ans, footballeur puis entraîneur italien. Champion du monde de football 1934 et 1938. (33 sélections en équipe nationale). (° 5 juin 1906).
- 1997 : 
  - Antoine Cuissard, 73 ans, footballeur puis entraîneur français. (27 sélections en équipe de France). (° 19 juillet 1924).

### XXIesiècle
- 2003 : 
  - Col Windon, 82 ans, joueur de rugby à XV australien. (20 sélections en équipe nationale). (° 8 novembre 1921).
- 2004 : 
  - Sergei Zholtok, 31 ans, hockeyeur sur glace letton. (° 2 décembre 1972).
- 2011 : 
  - Matty Alou, 72 ans, joueur de baseball dominicain. (° 22 décembre 1938).
  - Bob Forsch, 61 ans, joueur de baseball américain. (° 13 janvier 1950).
- 2012 : 
  - Joseph Carlier, 81 ans, footballeur français. (° 17 mars 1931).